# Chiasso
Chiasso es una comuna suiza del cantón del Tesino cercano a la frontera con Italia. Es la comuna más meridional de Suiza.

## Geografía
La comuna se encuentra situada en la región del Sottoceneri, en la llanura padana en el Mendrisiotto, al sur de Mendrisio, entre los lagos de Lugano y Como. La comuna de Chiasso incluye las poblaciones de  Pedrinate y Seseglio.
Chiasso está situado en el distrito de Mendrisio, círculo de Balerna; limita al norte con las comunas de Balerna, Morbio Inferiore y Vacallo, al este con Como (IT-CO) y Cavallasca (IT-CO), al sur con Parè (IT-CO) y Drezzo (IT-CO), y al oeste con Ronago (IT-CO) y Novazzano.

## Historia

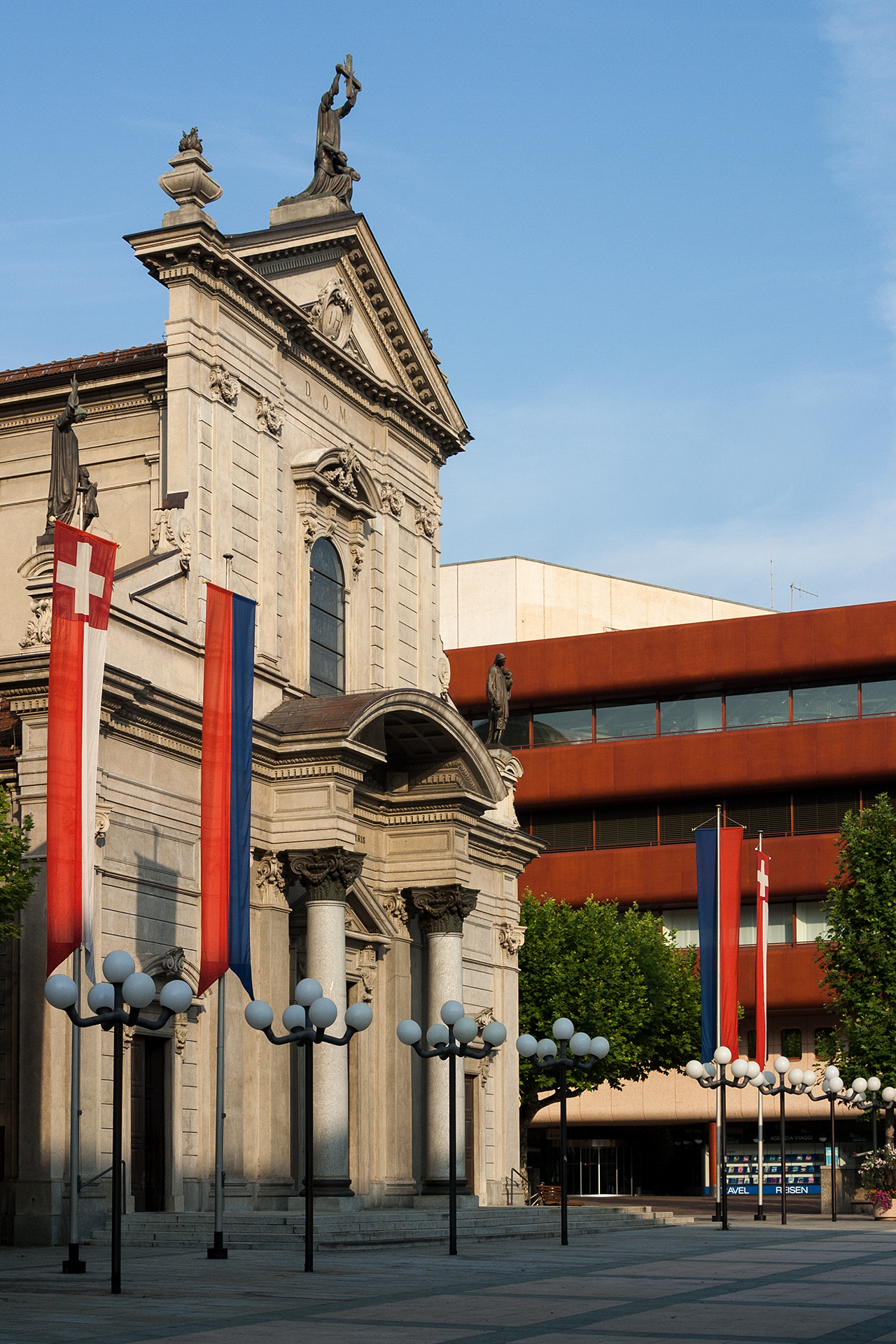
Iglesia de San Vitale.

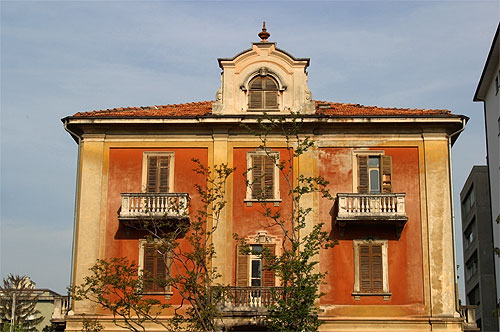
Antigua casa en Chiasso.

En 2007 los alcaldes (intendentes) de Chiasso, Vacallo y Mobio Inferiore decidieron unir las tres poblaciones en una sola comuna. La comuna resultante hubiera tenido una población de aproximadamente 15.300 habitantes y una superficie de 9,2 km², pero esta propuesta fue rechazada por la población en la votación celebrada en noviembre de 2007.

### Chiasso y Boffalora
Históricamente, Chiasso y Boffalora eran dos aldeas agrícolas. Pero debido principalmente a la cercanía de la frontera con Italia (lo que ubicó una aduana en la zona) y en menor medida por estar en la ruta de acceso al Túnel de San Gotardo, los dos pueblos crecieron y finalmente terminaron fusionándose.

### Pedrinate y Seseglio
La comuna de Pedrinate fue absorbida por la de Chiasso en 1975. Se encuentra por encima de Chiasso, en la colina Penz. Pedrinate es el pueblo suizo más meridional. Seseglio también fue anexado en 1975 y se encuentra en límite norte de la comuna.

## Sitios de interés
- M.A.X. Museum: presenta los trabajos gráficos de Max Huber y en el que también se realiza una serie de exposiciones temporales y actividades educativas.
- Cinema Teatro: fue construido en el año 1935 y es un símbolo del clasicismo y del racionalismo del siglo XX. Tiene un programa de presentaciones que incluye música, danza y teatro.
- Parque de las gargantas del Breggia: posee una red de senderos de excursión de 12 km de largo, se encuentran al descubierto una serie de estratos geológicos que abarcan un periodo de más de 200 millones de años.
- Penz: esta colina es el punto más meridional de Suiza y cuenta con muchas posibilidades para realizar paseos y excursiones.[2]

## Tráfico
La importancia de Chiasso está dada principalmente por su ubicación en la autopista A2, que es la vía principal de acceso al Túnel carretero San Gotardo, que conecta el sur de los Alpes e Italia con la parte norte de Suiza y con Alemania.